# Corfu (cidade)
Corfu ou Cércira (em grego: Κέρκυρα; romaniz.: Kérkyra) é uma cidade do noroeste da Grécia. Ela é a capital e principal cidade da ilha e prefeitura de Corfu e da periferia das ilhas Jônicas. A cidade é uma grande atração turística e tem desempenhado papel importante desde os venezianos. A cidade é conhecida como uma Castrópolis (cidade-castelo) por causa dos seus múltiplos castelos.
A cidade possui um estádio chamado Estádio Kerkyraː

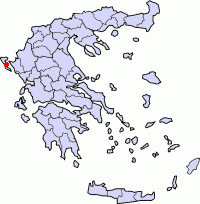
Localização de Corfu

- Latitude: 39° 37' 12" Norte;
- Longitude: 19° 55' 11" Leste;
- Altitude: 0 metro (nível do mar).

## Demografia
População da cidade de acordo com os últimos censos:
- 1981: 33 561;
- 1991: 36 293 (região metropolitana: 40 502);
- 2001: 33 886 (região metropolitana: 39 048).

## Galeria

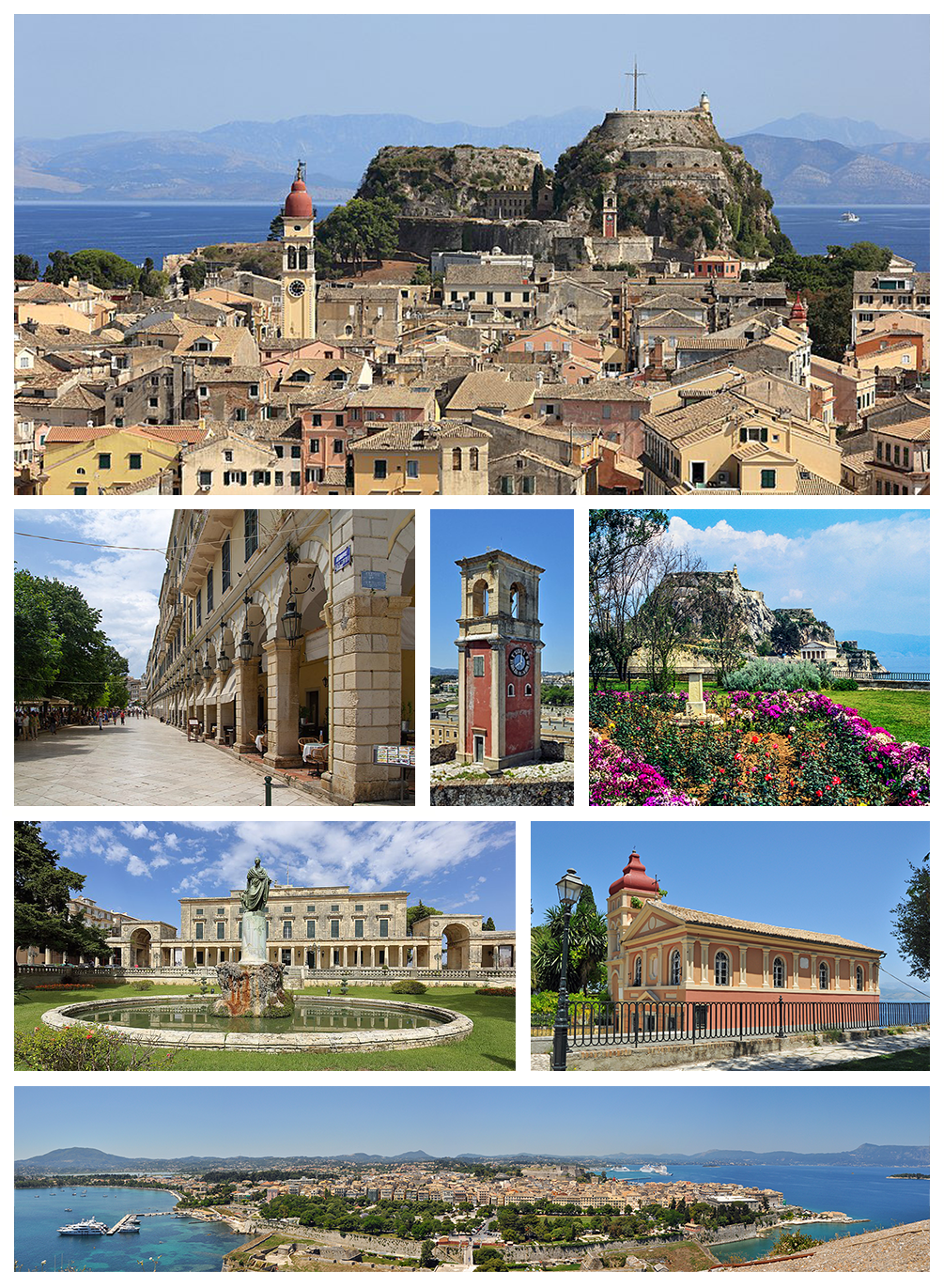
Corfu
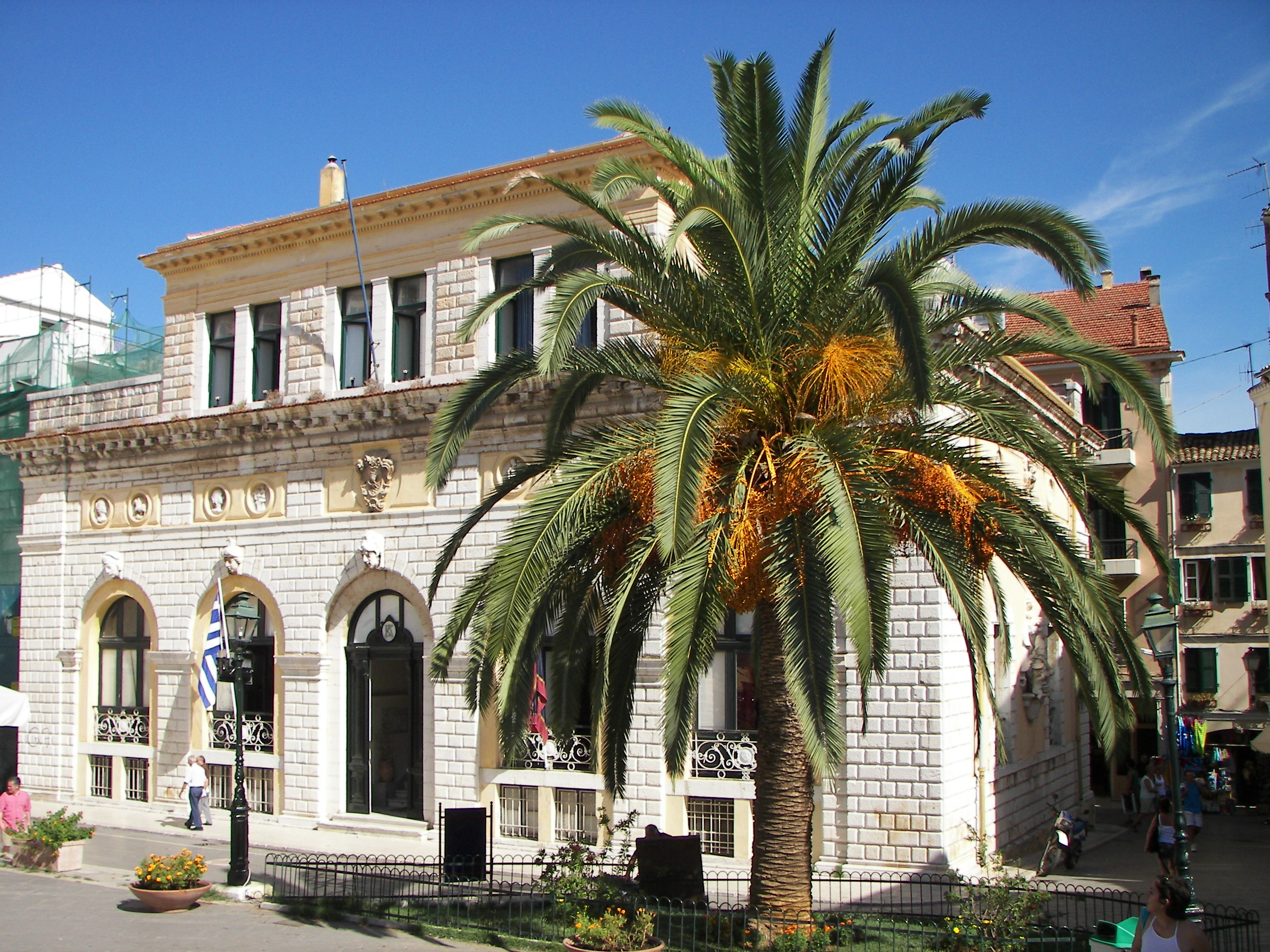
Prefeitura de Corfu
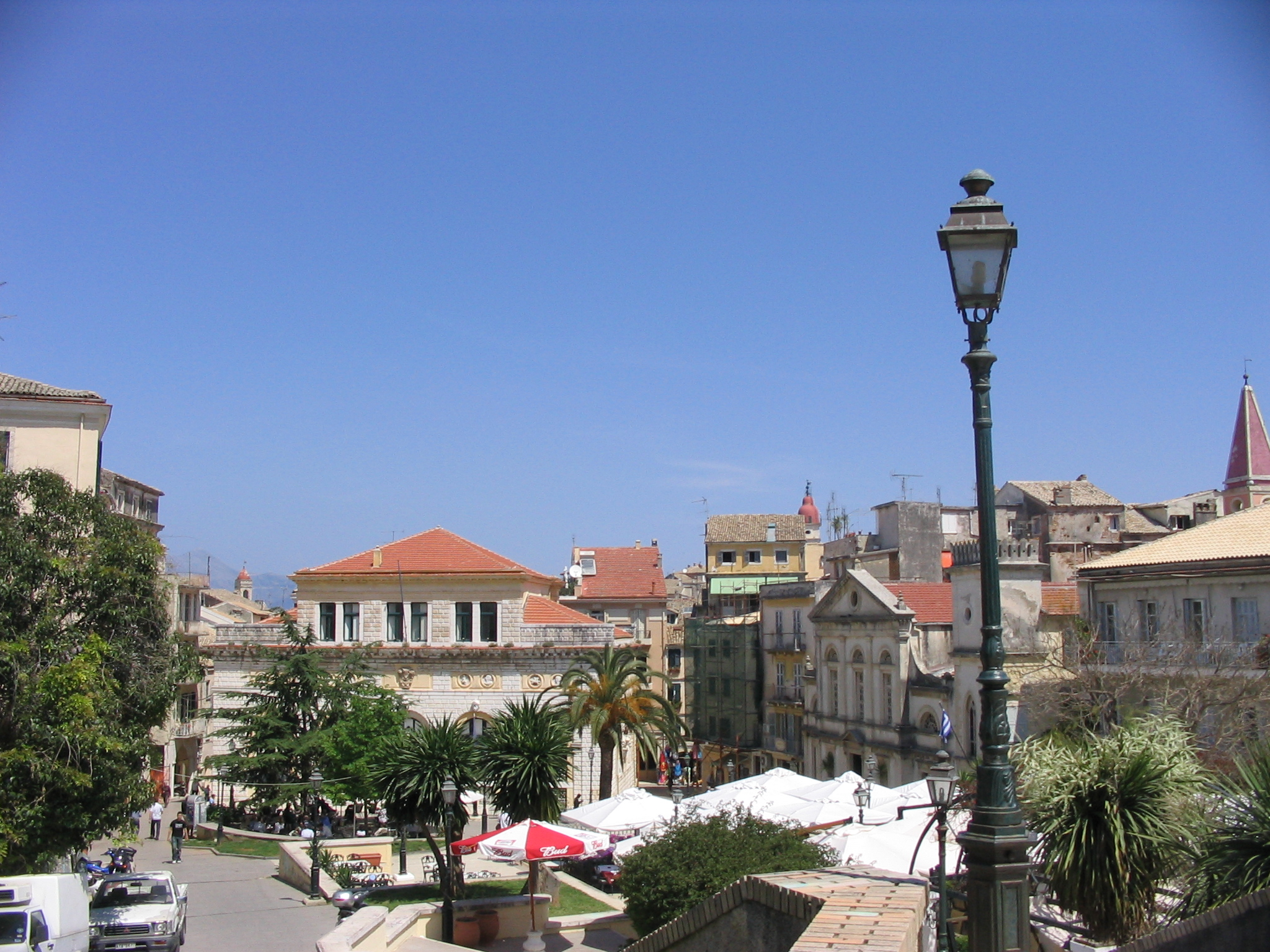
Praça Dimarchiu
Mapa da ilha de Corfu com a cidade Corfu